# Девід Герберт Лоуренс
Девід-Герберт-Річард Лоренс (англ. David Herbert Richards Lawrence; 11 вересня 1885 — 2 березня 1930) — англійський романіст, поет, драматург, есеїст, літературний критик і художник. Відомий також своїми подорожніми записками та оповіданнями. Один з ключових англійських письменників початку ХХ століття. Деякі книги Лоренса, зокрема «Коханець леді Чаттерлей», тривалий час забороняли публікувати (через начебто їхню непристойність). Лоренса шанують як мислителя та визначного представника модернізму в англійській літературі.

## Біографія

### Дитинство
Лоуренс народився в сім'ї шахтаря. Його дитинство та юність пройшли у робітничому селищі Іствуд, розташованому у восьми милях від Ноттінгема — одного з промислових центрів Англії, відомого своїми ткацькими фабриками й оточеного мережею шахт. Образ Іствуда Лоуренс назавжди зберіг у своїй пам'яті, відобразивши його на сторінках роману «Сини й коханці». Про Іствуд пори своєї юності Лоуренс писав як про «дивовижне переплетіння індустріалізму з побутом старої сільської Англії часів Шекспіра та Мілтона, Філдінга та Джордж Еліот», як про епоху, коли шахта ще не перетворила людину на машину. Однак цей процес уже почався і набирав силу. Краса природи була позначена слідами індустріалізації, стандартизація вбивала живі первні людського буття.
Населення Іствуда нараховувало три тисячі мешканців; над селищем височіла методистська церква, уздовж головної вулиці тягнулися магазини. Серед шахтарів, котрі щоденно спускалися під землю, був батько Лоуренса. «Мій батько любив шахту, — писав Лоуренс, — він неодноразово був жертвою аварій, але не міг розлучитися з нею. Йому були дорогі близькість, контакти з людьми, як дороге солдатам фронтове товариство». Батько письменника був людиною простою і життєлюбною; він працював на шахті з ранніх років, майже не вмів читати, був завсідником пабів. Людиною іншого складу була мати Лоуренса. Вона вирізнялася витонченою духовною організацією, здобула освіту, до шлюбу працювала вчителькою. У шахтарському Іствуді Лідія Лоуренс почувалася самотньою. Вона робила все, аби долучити до знань і культури своїх дітей. Лоуренс стверджував, що саме матері зобов'язаний він долею письменника. Між батьками розуміння не було, нерідко спалахували сварки, хоча одружилися вони через кохання.

### Навчання
Лоуренс навчався у місцевій початковій школі, середню школу закінчив у Ноттінгемі, потім певний час працював клерком. У сімнадцять років він перехворів важкою формою запалення легенів, що призвело до туберкульозу. Склавши іспит на право працювати вчителем, Лоуренс якийсь час навчав шахтарських дітей, а потім викладав у Кройдоні, неподалік Лондона. Мріючи здобути вищу освіту, вступив у Ноттінгемський університет, але невдовзі покинув його, розчарувавшись у професорах і лекціях.

## Творчість
Він узявся за літературні вправи, писав вірші, чотири роки працював над рукописом свого першого роману. У 1908 p., цілком несподівано для Лоуренса, в «Інґліш рев'ю» були опубліковані його вірші, потай від їхнього автора послані до редакції Джессі Чемберс — подругою його юності. У 1911 р. вийшов друком роман «Білий павич» (англ. The White Peacock), відразу ж виданий у США. Далі був «Порушник кордонів» (англ. The Trespasser, 1912), а за ним йшов роман «Сини і коханці» (англ. Sons and Lovers, 1913) — його перша серйозна робота, яка була напівавтобіографічним звітом про юність та неоднозначні стосунки з батьками. Роман «Сини і коханці» посідає 71 рядок у Рейтингу 100 найкращих книг усіх часів журналу Ньюсвік.

### Натхення коханням і мандрами
У січні 1912 року Лоуренс зустрів Фріду фон Ріхтгофен (Frieda von Richthofen) — дружину свого колишнього викладача і матір трьох дітей. Вони одразу ж покохали одне одного і у травні разом поїхали в Німеччину. Після дворічної подорожі Німеччиною та Італією вони повернулися в Англію й одружилися у липні 1914 року. Із самого початку це був бурхливий шлюб, і він надихнув Лоуренса на написання збірки віршів «Поглянь! Нам вдалося» (англ. Look! We Have Come Through, 1917).
Лоуренс пробував свої сили в поезії з ранньої юності. Починав він з цілком традиційних «георгіанських» віршів, але його творчі пошуки привели до того, що він розробив власну, неповторну поетику, близьку до тієї, що використовували поети з групи імажистів. Лоуренс друкувався в антологіях поетів-імажистів. Яскрава, чуттєва поезія Лоуренса далеко не одразу завоювала прихильність читачів і критиків. За його життя його поезію цінували лише спеціалісти. Однак зараз Лоуренса вважають одним з визнаних класиків поезії XX століття.

### Еміграція
Ще закордоном Лоуренс почав працювати над об'ємним проектом «Сестри». З часом цей проект включив у себе два його найвідоміші романи: «Веселка» (англ. The Rainbow, опублікований у вересні 1915 р., але заборонений у листопаді) та «Закохані жінки» (англ. Women in Love, завершений в 1917, але виданий лише в 1920 році в Нью-Йорку).
Розчарований Англією і англійською спільнотою, що не сприйняла його творчість, Лоуренс 1919 року, разом з Фрідою, назавжди покинув батьківщину. «Пропала дівчина» (англ. The Lost Girl, 1920) принесла йому премію імені Джеймса Тайта Блека (англ. James Tait Black Memorial Prize); за нею була «Аронова флейта» (англ. Aaron’s Rod, 1922). Після багатьох тривалих подорожей Лоурес опублікував чотири описи своїх мандрів, «Кенгуру» (англ. Kangaroo, 1923), роман, написаний в Австралії, та літературно-критичну працю «Класична американська література» (англ. Studies in Classic American Literature).

### Magnum opusна схилі літ
Під час свого перебування на Віллі Міренда у Флоренції 1928 року він написав та видав свій останній роман «Коханець леді Чаттерлей» (англ. Lady Chatterley’s Lover). У Великій Британії роман опублікували лише 1960 року. Він був під забороною через використану в тексті ненормативну лексику, відверті сексуальні сцени, а також непристойності сюжетної канви: любовний зв'язок хлопця з робочого класу і аристократки.
Слабке здоров'я Лоуренса раптово погіршилося 1930 року. В останні місяці свого життя він писав вірші, статті та есе. Після лікування в санаторії, у травні 1930 року він помер від сухот у місті Ванс (Франція). Після його смерті Фріда одружилася з Анжело Равальї. А коли вони переїхали на ранчо в Таос, новий чоловік Фріди перевіз прах Лоуренса для поховання у невеликій капличці в горах Нью-Мексико.

## Українські переклади
- Лоуренс Д. Г. Вибрані твори / Т. Олександренко. — Харків: Ранок-НТ, 1996. — 388 с.
- Коханець леді Чаттерлей / пер. з англ. Соломії Павличко // Всесвіт. — 1989. — № 12. — С. 2–46 ; 1990. — № 1. — С. 56–129, № 2. — С. 72–121.
- Коханець леді Чаттерлей: Роман / З англ. пер. Д. Стельмах // Всесвіт. — 1992. — Вип. 3.
- Коханець леді Чатерлей / пер. з англ. Соломії Павличко. — Київ : Основи, 1999. — ISBN 966-500-141-8.
- Коханець леді Чаттерлей / Девід Герберт Лоуренс ; пер. з англ. Соломії Павличко ; графічне опрацювання : Р. Романишин та А. Лесів. — Львів : Видавництво Старого Лева, 2017. — 432 c. : кол. іл. — ISBN 978-617-679-359-5[7].
- Коханець леді Чаттерлі: роман / Д. Г. Лоуренс ; пер. з англ. Д. О. Радієнко ; передм. Н. Ю. Жлуктенко ; Ін-т л-ри ім. Т. Г. Шевченка НАН України. — Х. : Фоліо, 2005. — 384 с. — (Бібліотека світової літератури). — ISBN 966-03-2893-1
- Дочка баришника: Оповідання / З англ. пер. Марія Габлевич // Всесвіт. — 1983. — Вип. 8.
- Коник-фаворит; Прекрасна дама: Оповідання / З англ. пер. Олена Матвієнко // Всесвіт. — 1983. — Вип. 8.
- Сутінки весни: оповідання / Д. Г. Р. Лоуренс // Всесвіт. — 2011. — N 7/8. — С. 143—157 . — ISSN 0320-8370
- [Вірші] // Поклик: із світової поезії ХХ сторіччя: збірка: для серед. та ст. шк. віку / Ієн М'юді [та ін.] ; укл. В. В. Коптілова, О. М. Мокровольського ; авт. передм. К. О. Шахова ; худ. І. В. Коптілов ; ред. О. М. Мокровольський. — К. : Веселка, 1984. — 220,[2] с.
- Поезії / З англ. пер. Максим Стріха, Олег Лишега, Ростислав Доценко // Всесвіт. — 1985. — Вип. 9.
- [Вірші] // Стріха М. Улюблені англ. вірші та навколо них. К., 2003.
- [Вірші] // Улюблені переклади: поезії / М. В. Стріха. — К.: Укр. письменник, 2015. — 724 с. — (Серія «Іп согроге»). — ISBN 978-966-579-460-8[8]
- Жених про запас: оповідання / пер. Наталія Стирніх // Всесвіт. 2010, № 07-08 (979—980). С. 187—195.
- Тягар життя: Оповідання / З англ. пер. Ірина Бояновська // Всесвіт. — 1991. — Вип. 11.
- Англіє, моя Англіє та інші оповідання / Д. Г. Лоуренс ; пер. з англ. Олени Ломакіної та Ганни Гнедкової. — Київ: Знання , 2017. — 254 с. — (English library ; вип. 28). — Назва обкл. : Англіє, моя Англіє. — Пер. изд. : England, my England and other stories / D. H. Lawrence. — ISBN 978-617-07-0527-3. — ISBN 978-617-07-0150-3 (English library) (Зміст: Англіє, моя Англіє; Квитки, будь ласка; Сліпець; Мавпа схиблена; Зимовий павич (усі переклад О. Ломакіної); Ти зачепила мене; Самсон і Даліла; Шлях насолод; Дочка торговця кіньми; Фенні та Енні (усі переклад Г. Гнедкової))[9]
- Спокусниця: оповідання / Д. Г. Лоуренс ; з англ. пер. Н. Стирнік // Всесвіт. — 2020. — N 1/2. — С. 82-98. — ISSN 0320-8370